# 탁원제
탁원제(卓元濟, 1944년 7월 1일 ~ )는 대한민국의 남자 성우이다. 본관은 광산이다. 1969년 TBC 5기 성우로 입사했으며, 언론통폐합으로 인하여 현재는 KBS 11기로 분류된다.

## 출연 작품

### 애니메이션
- 소년탐정 김전일 Original (챔프)
- 레츠고 MBA (SBS)
- 개구쟁이 스머프 (KBS) - 가가멜
- 개구리 왕눈이 (KBS) - 투투
- 꼬마자동차 붕붕 (KBS)
- 이누야샤 (애니원) - 쟈켄 / 가영이 할아버지
- 이누야샤 완결편 (애니원) - 쟈켄
- 만능수리공 매니 (EBS) - 팻
- 제이크와 네버랜드 해적들 (EBS) - 미스터 스미
- 미래소년 코난 (KBS) - 다이스 선장
- 캡틴 테일러 (투니버스) - 백두 총장
- 작안의 샤나 - 천목 일개
- 결계사 (투니버스) - 스미무라 시게모리
- 심슨 가족 (MBC, EBS) - 몽고메리 번즈 사장
- 늑대기사 실반 (SBS)
- 게드전기 (MOVIE) - 왕
- 강철의 연금술사 BROTHERHOOD (챔프) - 팀 마르코
- 카우보이 비밥 - 안토니오
- 키바 - 지코
- 티몬과 품바 (KBS) - 자주
- 하우스 오브 마우스 - 지미니 크리켓, 험프리의 훈련관
- 2020년 우주의 원더키디 (KBS)
- 달려라 또뽀 (MBC)
- 달려라 바우 (KBS)
- 배트맨 (2004)(카툰네트워크) - 알프레드
- 뚝딱박사 핌 (KBS) - 핍스
- 꼬마유령 캐스퍼 (KBS) - 심술이
- 꼬마탐정 가제트 (SBS) - 서장
- 쥬만지 (KBS) - 반 펠트
- 우주의 여왕 쉬라 (KBS)
- 하얀마음 백구 (SBS) - 미감이 할아버지
- 숲 속의 백설공주 (SBS)
- 이겨라 승리호 (SBS)
- 스타 워즈: 클론 전쟁 (EBS)
- 후레쉬 프리큐어 (챔프) - 소미 할아버지
- 파워 퍼프 걸 (SBS) - 시장, 샌드맨
- 터보유격대 - 블루 터보
- 허클베리핀의 모험 (투니버스) - 허크 아빠
- 기동전사 건담 SEED (애니원) - 우즈미 나라 아스하
- 마법소녀 리나 (SBS) - 사일라그 신관장 (NEXT)
- 제로의 사역마 (애니맥스) - 오스만
- 재키 찬 어드벤처 (애니맥스) - 삼촌
- 건담 0080 주머니 속 전쟁 OVA (애니박스) - 찰리
- 건담 이글루 - 1년 전쟁 비록 (애니박스) - 알베르트 샤하트
- 감바의 모험 (VIDEO) - 박사
- 무적왕 트라이제논 (투니버스) - 우츄
- 풀 메탈 패닉 후못후 (투니버스) - 리차드 마듀커스
- 탐정학원 Q (투니버스) - 여관 주인
- 크르노 크루세이드 (투니버스) - 엘더 장로
- 명탐정 코난  (투니버스) - 담해 (3기 10~11화), 손님 4 (3기 12화), 문병찬 (4기 5화), 조희동 (5기 11~12화), 하남우 (11기 14~15화), 장이덕 (16기 4화), 전원일 (18기 26~27화)
- 츠바사 크로니클 (투니버스) - 영주
- 원피스 (대원방송) - 나구리
- 음양대전기 (투니버스) - 난카이
- 배틀짱 (투니버스) - 원장
- 몬스터 (투니버스) - 경찰
- 정령의 수호자 (애니박스) - 소야 할아버지
- 으랏차차 삼총사 (투니버스) - 위점싼 사부
- 용용나라로 떠나요 (EBS) - 용계로 선생님 (쿼찰)
- 영심이 (KBS) - 영심이 아빠
- 나루토 질풍전 (투니버스) - 후카사쿠
- 뾰로롱 꼬마마녀 (KBS) - 공사 현장 감독
- 은하철도 999 (백록판 VIDEO) - 해설 (1989년 7월 10일 그첫번째 재더빙판)(2018년 3월 13일)
- 반요 야샤히메 (애니박스) - 쟈켄 / 가영이 할아버지
- 닌타마 란타로 24기 (KBS 키즈) - 교장

### 극장용 애니메이션
- 라이온 킹 - 자주
- 라이온 킹 2 - 자주
- 라이온 킹 3 - 자주
- 뮬란 (MOVIE) - 츠푸
- 올리버와 친구들 - 티토
- 피노키오 - 지미니 크리켓
- 헷지 (MOVIE) - 헤더 아빠
- 로봇 - 라쳇의 아버지
- 극장판 도라에몽: 진구와 바람의 마을 (대원방송) - 야크 / 장로님
- 돼지코 아기공룡 임피의 모험 (KBS)
- 타이탄 A.E - 군
- 원더풀 데이즈 (KBS) - 부관
- 원피스 스페셜 에피소드 (투니버스) - 파브르
- 원피스 스페셜: 3D2Y (투니버스) - 위키
- 바비의 호두까기 인형 (SBS) - 소령
- 붕가부 (KBS) - 타타르
- 블랙잭 - 어둠의 의사 (KBS) - 아르만
- 공룡, 타임머신을 타다 (KBS) - 삐딱눈 교수
- 월리스와 그로밋: 거대 토끼의 저주 (MOVIE) - 경관
- 도라에몽 극장판 - 야크
- 몬스터 대학교 - 돈 칼튼
- 곰돌이 푸 오리지널 클래식 / 티거 무비 / 곰돌이 푸 2011 - 토끼
- 카/카 2 - 대럴 카트립
- 카 3: 새로운 도전 - 대럴 카트립 / 러스티
- 인크레더블 - 길버트 허프
- 잠자는 숲 속의 미녀 - 스테판왕
- 명탐정 코난: 전율의 악보 - 유파건
- 왕후 심청 - 이러나 대감

### 영화
- 이연걸의 정무문 (MBC)
- 소리없는 승리 (KBS)
- 대부 (96년 더빙판/MBC) - 톰 헤이건(로버트 듀발)
  - 대부 2 (96년 더빙판/MBC) - 톰 헤이건(로버트 듀발)
- 크림슨 리버 2 (KBS)
- 더 콘서트 (KBS) - 올리비에 (프랑수아 벨레앙)
- 칠검 (KBS)
- 추락한 백만장자 (KBS)
- 스타쉽 트루퍼스 (KBS) - 자니의 아버지 (크리스토퍼 커리) / 총지휘관 (딘 노리스)
- 천국의 속삭임 (KBS) - 교장 (노먼 모차토)
- 매드 맥스 (MBC) - 피피(로저 워드)
- 더 캣 (SBS) - 내레이터 (빅터 브렌트)
- 오션스 일레븐 (SBS) - 루벤 티쉬코프 (엘리엇 굴드) / 자동차 딜러 (조 라 두에)
- 매트릭스 2: 리로디드 (SBS) - 원로 (앤서니 저브) / 키메이커 (김덕문) / 설계자 (헬무트 바카이티스)
- 매트릭스 3: 레볼루션 (SBS) - 원로 (앤서니 저브) / 설계자 (헬무트 바카이티스)
- 유니버셜 솔져 (SBS)
- 솔드 아웃 (SBS) - 험멜 경관 (로버트 콘래드)
- 장미의 이름 (SBS)
- 글로리아 (SBS) - 신부님
- 피아니스트의 전설 (SBS)
- 아마게돈 (SBS) - 대통령(스탠리 앤더슨)
- 스타 워즈 에피소드 4: 새로운 희망 (KBS)
- 34번가의 기적 (KBS)
- 오멘, 최후의 심판 (SBS)
- 용적심 (SBS)
- 모스맨 (SBS)
- 쉬핑뉴스 (SBS)
- 포스 오브 네이처 (SBS)
- 스키아카데미 (SBS)
- 심판 (SBS) - 신부
- 미스 에이전트 (SBS) - 멜링 (마이클 케인)
- 벤허 (SBS) - 빌데사르 (핀레이 큐리)
- 비버리 힐스 캅 3 (MBC)
- 십계 (KBS) - 다단 (에드워드 G. 로빈슨)
- 그렘린 2 (SBS) - 프레드 (로버트 프로스키)
- 사운드 오브 뮤직 (SBS) - 젤러 (벤 라이트)
- 폴리스 스토리 4 (SBS) - 서걸와 애니의 아버지(우청람)
- 터미네이터 (SBS)
- 투명인간의 사랑 (SBS)
- 쿼바디스 (SBS)
- 마이 라이프 (SBS)
- 무간도 (KBS) - 서장 (윤지강)
- 폭풍의 월요일 (KBS)
- 몰랫츠 (KBS) - 스탠리
- 택시3 (KBS) - 장군
- 멕시칸 (KBS) - 윈스턴 (제임스 갠돌피니) / 멕시코 경찰 (페드로 아르멘다리스 주니어)
- 원초적 본능 2 (KBS) - 거스트 (헤드코트 윌리엄스)
- 리틀 뱀파이어 (SBS)
- 성룡의 나이스 가이 (KBS) - 재키의 아버지
- 로미오와 줄리엣 (KBS) - 로미오 아버지
- 크리스마스 캐럴 (KBS) - 제이콥 말리
- 바라바 (KBS) - 라자로
- 007 다이아몬드는 영원히 (MBC) - M (버나드 리)
- 007 황금총을 가진 사나이 (MBC) - M (버나드 리)
- 딥 임팩트 (MBC) - 태너 대위 (로버트 듀발)
- 다이하드 (SBS) - 로빈슨 부국장(폴 글리슨)
- 웰컴 미스터 맥도날드 (KBS) - 노다 벤 (오노 타케히코)
- 데니스 P (KBS) - 글로버스 사 사장
- 의혹 (SBS) - 라렌 리틀 (폴 윈필드)
- 크로커다일 던디3 (KBS) - 동크 (스티브 랙맨)
- 호랑이와 눈 (KBS) - 변호사 (루치아 폴리)
- 댄싱히어로 (SBS) - 레스 켄달
- 동방삼협 (SBS)
- 볼 폰 (KBS)
- 대부 3 (KBS)
- 빌리 베스게이트 (KBS)
- 공포의 비행 (KBS)
- 하이랜더 (KBS)
- 스플래시 (KBS) - 바이라이트 (셔키 그린)
- JFK (KBS) - 페리 (조 페시) / 검사 (로이 바닛)
- 윈스턴 처칠의 폭풍전야 (KBS) - 인치스 (로니 바커)
- 카라멜 (KBS) - 찰스 (디미트리 스타네오프스키)
- 왕자와 거지 (KBS) - 하트퍼드 (해리 엔드류스)
- 올리버 트위스트 (KBS) - 브라운로(헨리 스티븐슨)
- 올리버 트위스트 (KBS) - 브라운로 (에드워드 하드윅크)
- 쌍웅 (KBS)
- 대통령의 연인 (KBS)
- 이너프 (KBS)
- 양가휘의 굿바이 차이나 (KBS) - 홀든 사장 / 변호사
- K-19: 위도우메이커 (KBS) - 브라티예프 (존 슈랍넬)
- 행복한 날들 (KBS)
- 하일복성 (KBS)
- 타임라인 (KBS)
- 꼬마돼지 베이브 (KBS)
- 명탐정 디씨 (KBS)
- 머큐리 (KBS)
- 데이트 소동 (KBS)
- 조지 오브 정글 (KBS)
- 파이어 스톰 (KBS) - 변호사 (테렌스 켈리)
- 카사블랑카 (KBS)
- 귀여운 빌리 (KBS)
- 허드서커 대리인 (KBS) - 신문사 국장 (존 머호니) / 이사회 인원(리처드 우드스) / 우편실 직원 / TV 방송 음성
- 러시아워 (MBC) - 워렌(마크 롤스톤)
- 스팅 (KBS)
- 사소한 이야기들 (KBS) - 아나운서
- 로맨싱 스톤 (KBS)
- 돈가방을 든 수녀 (SBS)
- 케인호의 반란 (KBS) - 로이드 삼촌 (데이턴)
- 브랜단 & 트루디 (KBS)
- 황비홍 3 (KBS) - 리홍장
- 경찰서를 털어라 (KBS)
- 법외정 (KBS) - 판사
- 행복을 파는 기계 (KBS)
- 어바웃 슈미트 (KBS) - 존 (해리 그로너)
- 마틴을 위한 노래 (KBS) - 하트만
- 차이나 스트라이크 포스 (KBS)
- 왕의 춤 (KBS) - 캄퍼
- 아가사 크리스티의 창백한 말 (KBS) - 오스본
- 누구를 위하여 종은 울리나 (KBS) - 라파엘 (미하일 라즘니)
- 라스트 콘서트 (KBS)
- 회색의 그늘 (SBS)
- 특종 카메라 (KBS)
- 궁둥이를 쏜 사나이 (SBS)
- 벤10: 과거로의 질주 (카툰네트워크) - 교장
- 언더시즈 (SBS) - 함장 (패트릭 오닐) / 베이츠 합참의장 (앤디 로마노)
- 클리프 행어 (SBS) - 프랭크 (랄프 웨이트) / FBI 요원(존 핀)
- 로켓 맨 (KBS)
- 자칼 (SBS)
- 쿨러닝 (KBS) - 어브 (존 캔디)
- 머니 핏 (KBS) - 카를로스(존 판드레일런)
- 페노메논 (KBS) - 마을 사람 (트로이 에반스) / FBI 요원 (비토 루기니스)
- 마지막 보이스카웃 (KBS) - 반장 (조 산토스)
- 사랑과 미움의 교차로 (KBS)
- 마녀의 산 (KBS)
- 북해유전 특공작전 (KBS) - 플레처 (조지 베이커)
- 코난 (KBS)
- 48시간 2 (SBS)
- 침대 귀신 소동 (KBS) - 보이 (프랭크 월리)
- 뉴욕 뉴욕 (KBS)
- 마우스 헌트 (SBS) - 어니와 라스의 변호사 (에릭 크리스마스)
- 콘스탄트 가드너 (KBS) - 팀 (도널드 섬터)
- 일대종사 (KBS) - 궁이의 아버지의 스승 (조본산)/ 무술인(왕각)
- 007 위기일발 (KBS) - 모제니 (월터 고텔)
- 절대쌍교 (KBS) - 쌍존 (오요한)
- 경천 12시 (KBS) - 병원장 (원규)
- 쾌찬차 (KBS) - 환자 (오요한) / 이웃집 남자 (호세프 루이스 포놀)
- 아스테릭스 (KBS) - 예언자 프롤릭스 (데니에르 프레보스트)
- 사랑은 소리높이 (KBS) - 장의사 (알렉스 디아컨)
- SAS 특공대 (KBS) - 파월 서장(에드워드 우드워드) / 리처드(폴 프리먼)
- 스미스씨 워싱턴에 가다 (KBS) - 페인(클로드 레인스)
- 배트맨 포에버(KBS) - 버튼(러네이 오베어전와)
- 사랑의 빛 (KBS) - 하킨 박사(리처드 로마너스)
- 여인의 초상 (KBS) - 프랭크(레이몬드 머시)
- 어니스트: 유령 퇴치 작전 (KBS) - 머독 시장(레리 블랙)
- 천국의 열쇠 (KBS) - 성직자(세드릭 하드위크)
- 허비 - 몬테카를로에 가다 (KBS) - 맥스(버나드 폭스)
- 공주는 못말려 (SBS) - 오스볼 왕자(마르틴 팔틴)
- 황야의 결투 (KBS) - 손다이크(앨런 모브레이) / 보안관(해리 우즈)
- 로보캅 3 (KBS) - 모레노(대니얼 본 바겐)
- 퍼스트 어벤저 - 어스킨 박사(스탠리 투치)

### 외화
- 찰리 제이드 (KBS) - 볼트
- 말괄량이 마법학교 - 캠퍼스 대소동 (SBS) - 세이크
- V (KBS) - 앤드류 신부
- 스필버그의 어메이징 스토리 (KBS) - 벤 올트먼
- 삼국지 (KBS) - 수경 선생
- 대마법사 멀린 (KBS) - 왕실 역술인 (피터 우드토프로) / 핵터 경 (케이스 백스터)
- 어스시의 마법사 (KBS) - 두내인 (데이브 워드) / 게드의 아버지
- 경감 메그레 (KBS) - 뫼르스 (마크 헵) / 티쏘 교수 (데이빗 아넨) / 기자
- 탐정 스펜서 (KBS) - 프랭크 벨슨 경사 (론 맥라티)
- 긴급출동 911 (MBC) - 해설 (윌리엄 샤트너)

### 특촬물
- 우뢰매 4탄 썬더V 출동 - 지구방위 사령관 (박암)

### 방송
- 안나푸르나와의 약속 (청주 MBC)
- 세계가 보는 한반도 통일 2부 (KBS) - 나카소네 야스히로 전 일본 수상
- KBS 무대 10년 (내 슬픈 기억의 집)(KBS 제 2 라디오)
- KBS 라디오 극장 10년 (청해당의 아침)(KBS 라디오) - 만석 어른

### 드라마
- 새벽 (KBS) - 이인
- 연개소문 (SBS) - 이세민의 시중
- 별순검 시즌 3 (MBC 드라마넷) - 황 경무관

### 게임
- 에이지 오브 엠파이어3 나사우의 모리스

### 광고
- 한국GM 프린스